# Örnsköldsviks köping
Denna artikel handlar om den tidigare kommunen Örnsköldsviks köping. För orten se Örnsköldsvik, för dagens kommun, se Örnsköldsviks kommun.
Örnsköldsviks köping var en tidigare kommun i Västernorrlands län. Centralort var Örnsköldsvik.

## Administrativ historik
Örnsköldsvik fick rätt att bilda köping (friköping) enligt kungligt brev den 6 oktober 1842 i Själevads socken och inrättades sedan som köpingskommun den 1 januari 1863 när 1862 års kommunalförordningar trädde i kraft. Örnsköldsvik blev sedan stad den 1 januari 1894 och Örnsköldsviks köping ombildades därmed till Örnsköldsviks stad.
I kyrkligt hänseende hörde köpingen till Själevads församling.

## Köpingsvapen
Örnsköldsviks köping förde inte något vapen.

### Fotnoter
1. ↑   SCB befallningshavandes femårsberättelser 1843-1847 Västernorrlands län sida 28
2. ↑   SCB befallningshavandes femårsberättelser 1891-1895 Västernorrlands län sida 2
3. ↑   SCB: Folkräkningen 1900 andra avdelningen sidan 67 anm. till Västernorrlands län not 11.
4. ↑  ”Förteckning (Sveriges församlingar genom tiderna)”. Skatteverket. 1989. http://www.skatteverket.se/privat/folkbokforing/omfolkbokforing/folkbokforingigaridag/sverigesforsamlingargenomtiderna/forteckning.4.18e1b10334ebe8bc80003999.html. Läst 17 december 2013.